# Formae mentis. Saggio sulla pluralità dell'intelligenza
Formae mentis. Saggio sulla pluralità dell'intelligenza (Frames of Mind: The Theory of Multiple Intelligences) è un’opera dello psicologo statunitense Howard Gardner, pubblicata per la prima volta nel 1983 e tradotto in italiano nel 1987. 

## Contenuto
Il volume ha un obiettivo polemico e uno costruttivo al fine di dare corpo a una visione dell’intelligenza più vasta e più universale. Egli mette in luce le diverse intelligenze, che producono anche precise implicazioni pedagogiche. Le intelligenze multiple vanno educate, socializzate, coltivate proprio nella scuola moderna, vanno poste al centro e non devono escludersi reciprocamente per integrarsi. 
Le intelligenze vanno formate insieme anche se individui diversi e culture diverse valutano e valorizzano le varie intelligenze differentemente.

## Edizioni
- Howard Gardner, Formae Mentis, Saggio sulla pluralità dell’intelligenza, Feltrinelli, 2013.